# Hoa tiên to
Hoa tiên to (danh pháp hai phần: Asarum maximum) là một loài thực vật thuộc họ Mộc hương nam. Đây là loài đặc hữu của Trung Quốc.

## Hình ảnh

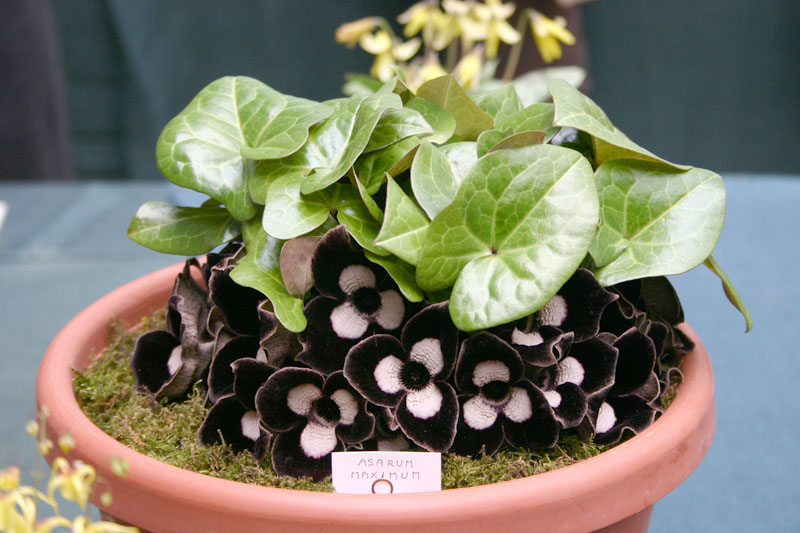
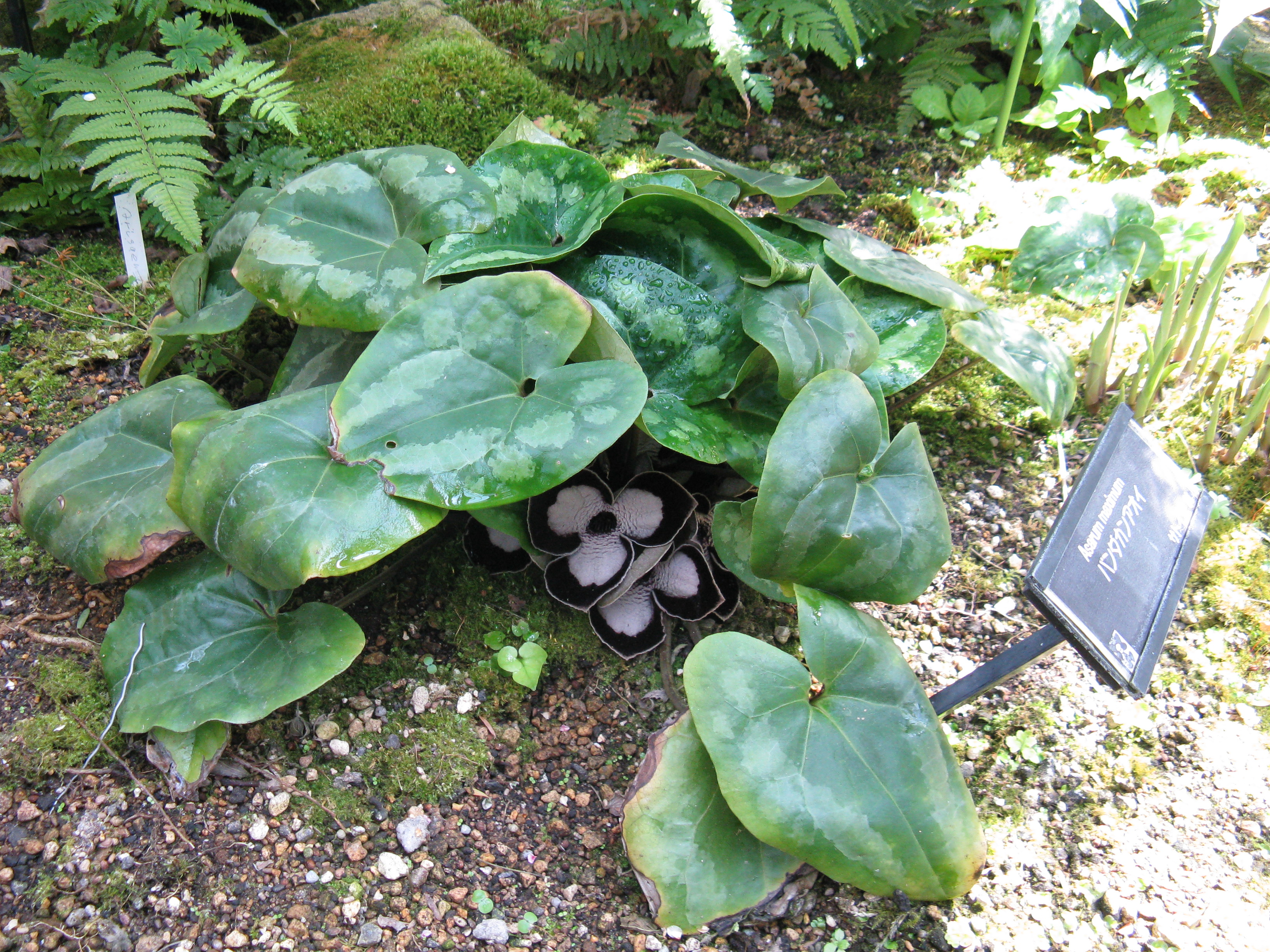
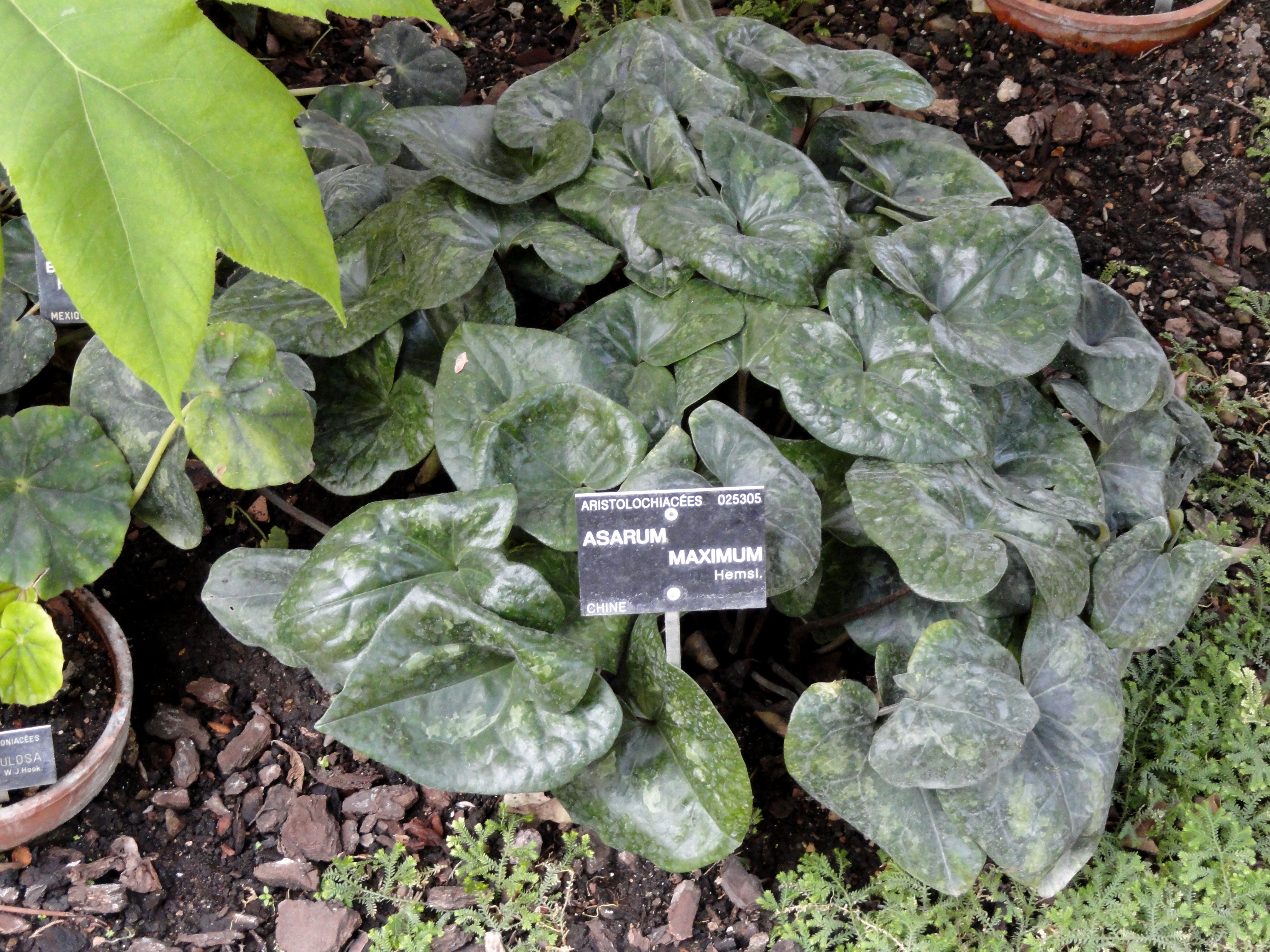
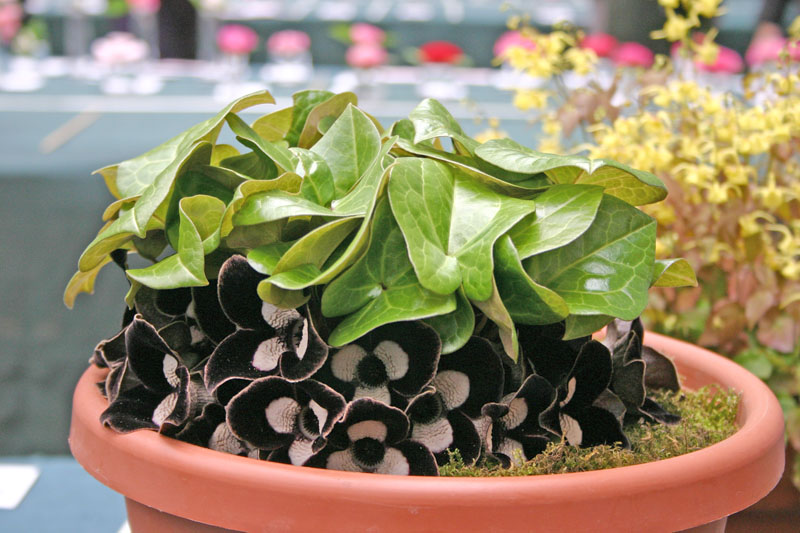